# Uranophora cordigera
Uranophora cordigera är en fjärilsart som beskrevs av Warr. Uranophora cordigera ingår i släktet Uranophora och familjen björnspinnare. Inga underarter finns listade i Catalogue of Life.